# Познанская обсерватория
По́знанская обсервато́рия — астрономическая обсерватория, основанная в 1919 году на физическом факультете Университета им. Адама Мицкевича в городе Познань, Польша. Во время Второй мировой войны обсерватория не пострадала. В настоящее время[когда?] в обсерватории работает 35 сотрудников.

## Руководители обсерватории
- 1919—1921 — pl:Kazimierz Graff (astronom) — руководитель основания обсерватории и первый директор
- 1922—1927 — Богдан Залесский (pl:Bohdan Zaleski (astronom))
- 1929—1962 — pl:Józef Witkowski (с перерывом на года войны)
- 1962—1967 — Fryderyk Koebke
- 1967—1990 — Hieronim Hurnik
- 1990—1998 — Krystyna Kurzyńska
- с 1998 года — Edwin Wnuk

## Инструменты обсерватории
- 20-см рефрактор Цейсс
- 35-см рефлектор системы Кассегрена
- Познанский спектроскопический телескоп (2 зеркала по 0,5 метра с эшеле-спектрографом)[1] — установлен в обсерватории Borowiec Astrogeodynamic Observatory

## Направления исследований
- Астероиды (физические параметры)
- Кометы
- Астрометрия
- Теория рефракции
- Динамика ИСЗ
- Динамика малых тел Солнечной системы
- Динамика комет из облака Оорта
- Собственные движения звезд
- Звездная астрофизика (спектральные наблюдения)

## Основные достижения
- Астероид (1572) Познания был открыт 22 сентября 1949 года[2]
- Исследование двойного астероида (90) Антиопа

## Известные сотрудники
- pl:Maciej Konacki

## Адрес обсерватории
- Познань, ул. Солнечная, д.36 (Poznaniu przy ul. Słonecznej 36 (Grunwald))